# Arañas (Tolkien)
Las grandes arañas, de tamaño muy superior a las reales, son elementos comunes del legendarium creado por el escritor británico J. R. R. Tolkien.
La novela El hobbit describe una colonia de astutas y grandes arañas al norte del Bosque Negro, a finales de la Tercera Edad. Los elfos del reino de Thranduil intentaron sin éxito exterminarlas. Durante el libro, la compañía de Thorin fue capturada por las arañas y atrapados en sus redes. Sin embargo, Bilbo logró liberarlos con la ayuda de su espada Dardo y su anillo mágico.
El Señor de los Anillos añade que estas arañas eran crías de Ella-Laraña, quien a su vez era hija de Ungoliant, y que habitaban también en las regiones del sur de Bosque Negro. También se sugiere que las arañas aparecieron después de que la sombra cayera en torno al Bosque Negro hacia el año 1050 T. E.

## Origen e inspiración
Durante su infancia en Bloemfontein (Sudáfrica), cuando estaba comenzando a andar, Tolkien fue picado por una tarántula de la subfamilia de las Harpactirinae en el jardín de su casa, un hecho que pudo originar la repetitiva aparición de las arañas en sus historias, aunque Tolkien jamás admitió retener recuerdo alguno del suceso, y negaba sufrir de adulto ningún recelo especial hacia las arañas.